# Cătălin Carp
Cătălin Carp (Chișinău, 20 ottobre 1993) è un calciatore moldavo, difensore o centrocampista del Petrocub Hîncești.

## Statistiche

### Presenze e reti nei club
Statistiche aggiornate al 5 settembre 2018.
| Stagione        | Squadra           | Campionato      | Campionato | Campionato | Coppe nazionali | Coppe nazionali | Coppe nazionali | Coppe continentali | Coppe continentali | Coppe continentali | Altre coppe | Altre coppe | Altre coppe | Totale | Totale | Totale |
| Stagione        | Squadra           | Comp            | Pres       | Reti       | Comp            | Pres            | Reti            | Comp               | Pres               | Reti               | Comp        | Pres        | Reti        | Pres   | Reti   |        |
| --------------- | ----------------- | --------------- | ---------- | ---------- | --------------- | --------------- | --------------- | ------------------ | ------------------ | ------------------ | ----------- | ----------- | ----------- | ------ | ------ | ------ |
| 2013-2014       | Dinamo-2 Kiev     | PL              | 23         | 0          | -               | -               | -               | -                  | -                  | -                  | -           | -           | -           | 23     | 0      |        |
| 2014-2015       | CFR Cluj          | L1              | 17         | 0          | CR+CdL          | 3+0             | 0               | -                  | -                  | -                  | -           | -           | -           | 20     | 0      |        |
| 2015-2016       | Steaua Bucarest   | L1              | 7+2        | 0          | CR+CdL          | 2+2             | 0               | UEL                | 0                  | 0                  | -           | -           | -           | 13     | 0      |        |
| 2016-gen. 2017  | Viitorul Costanza | L1              | 14         | 0          | CR+CdL          | 2+0             | 0               | UEL                | 2                  | 0                  | -           | -           | -           | 18     | 0      |        |
| gen.-giu. 2017  | Ufa               | PL              | 9          | 0          | CR              | 2               | 0               | -                  | -                  | -                  | -           | -           | -           | 11     | 0      |        |
| 2017-2018       | Ufa               | PL              | 10         | 0          | CR              | 1               | 0               | -                  | -                  | -                  | -           | -           | -           | 11     | 0      |        |
| 2018-2019       | Ufa               | PL              | 4          | 1          | CR              | 0               | 0               | UEL                | 5                  | 0                  | -           | -           | -           | 9      | 1      |        |
| Totale Ufa      | Totale Ufa        | Totale Ufa      | 23         | 1          |                 | 3               | 0               |                    | 5                  | 0                  |             | -           | -           | 31     | 1      |        |
| Totale carriera | Totale carriera   | Totale carriera | 86         | 1          |                 | 12              | 0               |                    | 7                  | 0                  |             | -           | -           | 105    | 1      |        |